# Iotyrris cingulifera
Iotyrris cingulifera é uma espécie de gastrópode do gênero Iotyrris, pertencente a família Turridae.